# Paul Meurisse
Paul Gustave Pierre Meurisse (Duinkerke, 21 december 1912 – Neuilly-sur-Seine, 19 januari 1979) was een Frans acteur. Hij was van alle markten thuis, maar hij speelde vooral in politiefilms, drama's en komedies. Hij was bekend om zijn elegantie, zijn geraffineerde manier van spreken en zijn stoïcijnse en ironisch onverstoorbare manier van acteren.

## Leven en werk

### Debuut en carrière in het variété
Meurisse studeerde rechten in Aix-en-Provence maar wilde liever zingen. In 1936 vertrok hij naar Parijs waar hij op de radio deelnam aan een zangwedstrijd die hij meteen won. Hij werd als danser aangenomen in Le Trianon. Met de steun van Édith Piaf, met wie hij twee jaar lang een relatie kreeg, zette Meurisse een concertreeks op in de Parijse cabarettheaters. Hij trad onder meer op in de music-hall-zaal ABC, in het voorprogramma van de destijds populaire Marie Dubas. Zo maakte hij geleidelijk aan naam in de wereld van het variété. Hij werd er uiteindelijk opgemerkt door Jean Cocteau. Die schreef voor het koppel Piaf-Meurisse het toneelstuk Le Bel indifférent (1940).

### Jaren veertig: start van een drukke filmacteurscarrière
Piaf spoorde Meurisse aan zijn kans te wagen als filmacteur. Ze waren samen te zien in Montmartre-sur-Seine (1941), een dramatische komedie van Georges Lacombe over het wel en wee van de liefde in Montmartre. Meurisse speelde nog enkele bijrollen, totdat hij de succesvolle rol van sinistere boef vertolkte in het duistere drama Macadam (1946) van Marcel Blistène. Vanaf dan ontwikkelde hij een drukke acteurscarrière waarin zijn deelname aan het onvoltooide La Fleur de l'âge (1947) van het duo Marcel Carné-Jacques Prévert en zijn rol als inspecteur in de politiekomedietrilogie van Jacques Daroy rond inspecteur Sergil het vermelden waard zijn.

### Jaren vijftig: de grote rollen
Henri-Georges Clouzot gaf Meurisse zijn eerste echte glansrol, als de hatelijke en machiavellistische directeur van een jongensinternaat in de thriller Les Diaboliques (1955). Simone Signoret was voor de derde keer zijn tegenspeelster, ditmaal als maîtresse van zijn personage. Ook met mede-acteurs Charles Vanel, Michel Serrault en Noël Roquevert speelde hij later nog meerdere keren samen. In 1959 schreef Meurisse drie opmerkelijke rollen op zijn naam. In het psychodrama La Tête contre les murs (Georges Franju), de verfilming van de gelijknamige roman van Hervé Bazin, was hij de arts die het goed meende met de psychiatrische patiënt. Hij speelde ook mee in het verzetsdrama Marie-Octobre (Julien Duvivier), en vertolkte de bioloog die heilig geloofde in kunstmatige bevruchting in de komedie Le Déjeuner sur l'herbe, de voorlaatste film van Jean Renoir. Daarna speelde hij een tweede keer onder de leiding van Henri-Georges Clouzot in diens passioneel drama La Vérité. Als advocaat stond hij er tegenover de van moord beschuldigde Brigitte Bardot.

### Jaren zestig: 'Le Monocle' en Melville
De jaren zestig werden gekenmerkt door heel wat (politie)komedies waarvan de trilogie rond le monocle, een agent van de Franse inlichtingendienst, de bekendste was. Deze trilogie - Le Monocle noir (1961), L'Œil du Monocle (1962) en Le Monocle rit jaune (1964) - werd geregisseerd door Georges Lautner. In de tweede helft van de jaren zestig speelde Meurisse mee in twee films van grootmeester Jean-Pierre Melville, met Clouzot en Lautner de derde belangrijke regisseur in zijn filmcarrière. In het gangsterdrama Le Deuxième Souffle (1966) en in het verzetsdrama L'Armée des ombres (1969) vertolkte hij indringende hoofdrollen naast Lino Ventura. 

### Jaren zeventig: de laatste rollen
De jaren zeventig zette Meurisse in met het genre waarin hij uitmuntte; in de politiekomedie Le Cri du cormoran le soir au-dessus des jonques (1970) omringde hij zich met getrouwen als scenarist-regisseur Michel Audiard, Michel Serrault en Bernard Blier. Hij speelde in die tijd ook twee keer samen met Alain Delon: in de komedie Doucement les basses (1971) van Jacques Deray, en in het drama Le Gitan (1975) van José Giovanni. Zijn laatste film was de zedenkomedie met de welsprekende titel L'Éducation amoureuse de Valentin (1976) van Jean L'Hote.

### Toneel en overlijden
Meurisse was ook regelmatig te zien op de planken, in toneelstukken van onder meer Jean Anouilh en Françoise Dorin. Nadat hij begin 1979 in een voorstelling van Mon père avait raison, een stuk van Sacha Guitry, had meegespeeld, kreeg hij een hartaanval. Meurisse overleed de volgende dag op 66-jarige leeftijd.

## Filmografie
- 1941 - Ne bougez plus (Pierre Caron)
- 1941 - Montmartre-sur-Seine (Georges Lacombe)
- 1942 - Défense d'aimer (Richard Pottier)
- 1942 - Mariage d'amour (Henri Decoin)
- 1943 - La Ferme aux loups (Richard Pottier)
- 1945 - Vingt-quatre heures de perm', gedraaid in 1940 (Maurice Cloche)
- 1945 - Marie la Misère (Jacques de Baroncelli)
- 1946 - L'Insaisissable Frédéric (Richard Pottier)
- 1946 - Macadam (Marcel Blistène)
- 1947 - La Fleur de l'âge (Marcel Carné) (onvoltooid)
- 1947 - Inspecteur Sergil (Jacques Daroy)
- 1947 - Monsieur Chasse (Willy Rozier)
- 1947 - Bethsabée (Léonide Moguy)
- 1948 - La Dame d'onze heures (Jean-Devaivre)
- 1948 - Manù il contrabbandiere (Lucio De Caro) (Italiaanse versie van Le Dessous des cartes)
- 1948 - Le Colonel Durand (René Chanas)
- 1948 - Le Dessous des cartes (André Cayatte)
- 1948 - Sergil et le dictateur (Jacques Daroy)
- 1948 - Impasse des Deux-Anges (Maurice Tourneur)
- 1948 - Le Scandale (René Le Hénaff)
- 1949 - L'Ange rouge (Jacques Daniel-Norman)
- 1949 - Dernière heure (Maurice de Canonge)
- 1950 - Agnès de rien (Pierre Billon)
- 1951 - Maria du bout du monde (Jean Stelli)
- 1951 - Ma femme est formidable (André Hunebelle)
- 1951 - Vedettes sans maquillage (Jacques Guillon) (korte film)
- 1952 - Sérénade au bourreau (Jean Stelli)
- 1952 - Sergil chez les filles (Jacques Daroy)
- 1953 - Je suis un mouchard (René Chanas)
- 1955 - Les Diaboliques (Henri-Georges Clouzot)
- 1955 - Fortune carrée (Bernard Borderie)
- 1955 - La Contessa di Castiglione (La Castiglione) (Georges Combret)
- 1955 - L'Affaire des poisons (Henri Decoin)
- 1957 - Jusqu'au dernier (Pierre Billon)
- 1957 - L'Inspecteur aime la bagarre (Jean-Devaivre)
- 1958 - Les Violents (Henri Calef)
- 1958 - Échec au porteur (Gilles Grangier)
- 1958 - Le Septième Ciel (Raymond Bernard)
- 1959 - Simenon (Jean-François Hauduroy) (korte film)
- 1959 - Guinguette (Jean Delannoy)
- 1959 - La Tête contre les murs (Georges Franju)
- 1959 - Marie-Octobre (Julien Duvivier)
- 1959 - Le Déjeuner sur l'herbe (Jean Renoir)
- 1960 - La Française et l'Amour (Henri Verneuil) (segment L'Adultère)
- 1960 - La Vérité (Henri-Georges Clouzot)
- 1961 - Le Jeu de la vérité (Robert Hossein)
- 1961 - Les Nouveaux Aristocrates (Francis Rigaud)
- 1961 - Le Monocle noir (Georges Lautner)
- 1962 - Du mouron pour les petits oiseaux (Marcel Carné)
- 1962 - Carillons sans joie (Charles Brabant)
- 1962 - L'Œil du Monocle (Georges Lautner)
- 1963 - Méfiez-vous, mesdames (André Hunebelle)
- 1963 - L'assassin connaît la musique... (Pierre Chenal)
- 1963 - Les Tontons flingueurs (Georges Lautner)
- 1964 - Le Monocle rit jaune (Georges Lautner)
- 1965 - Quand passent les faisans (Edouard Molinaro)
- 1965 - La Grosse Caisse (Alex Joffé)
- 1965 - Le Majordome (Jean Delannoy)
- 1966 - Der Kongreß amüsiert sich (Le congrès s'amuse) (Géza von Radványi)
- 1966 - Moi et les hommes de quarante ans (Jacques Pinoteau)
- 1966 - Le Deuxième Souffle (Jean-Pierre Melville)
- 1969 - L'Armée des ombres (Jean-Pierre Melville)
- 1970 - Le Cri du cormoran le soir au-dessus des jonques (Michel Audiard)
- 1971 - Doucement les basses (Jacques Deray)
- 1973 - Les Voraces (Sergio Gobbi)
- 1973 - Un flic hors la loi (Piedone lo sbirro) (Steno)
- 1974 - Les Suspects (Michel Wyn)
- 1975 - Le Gitan (José Giovanni)
- 1976 - L'Éducation amoureuse de Valentin (Jean L'Hote)